# Thủy bồn thảo
Thủy bồn thảo (danh pháp khoa học: Sedum sarmentosum) là một loài cây lá bỏng trong chi Sedum, phân tông Sedinae, tông Sedeae, phân họ Sedoideae, họ Lá bỏng, bộ Tai hùm.

## Đặc điểm hình thái sinh học
- Thân mềm sống nhiều năm.
- Cành cây nhỏ, yếu.
- Lá mọc vòng 3. Phiến lá hình mác ngược đến hình tròn dài, dài 10 - 25 mm, rộng 1,5 – 4 mm, chóp lá nhọn ngắn, gốc lá rộng, mép nguyên.
- Cụm hoa dạng xim tán, phần nhánh dài 3 - 5mm, gốc không có cựa, chóp hơi tù. Cánh hoa 5 cánh, vàng nhạt, hình mác đến hình tròn dài, dài 3 - 5 - 7mm, chóp nhọn. Hoa có 10 nhị, ngắn hơn cánh hoa. Tâm bì có năm cái, rời nhau, dài khoảng 5mm. Hoa Thủy bồn thảo thường lưỡng tính[1]
- Môi trường sinh thái: thường ở khu vực ẩm, chịu bóng râm.

|  |

## Dược tính
Một số bài thuốc cổ truyền có dùng thủy bồn thảo làm thuốc thanh nhiệt, giải độc, tiêu nhọt, viêm gan siêu vi trùng, chữa sốt, sót nhau, rắn cắn.

## Phân bổ
Thủy bồn thảo được tìm thấy ở một số nước trên thế giới: Trung Quốc, Triều Tiên, Nhật Bản, bắc Thái Lan, Việt Nam, bắc Ý, Balkan và một số khu vườn hoang dã ở Đức.
- Trung Quốc: Hà Bắc, Cam Túc, Phúc Kiến, Thiểm Tây, Sơn Tây, Giang Tây, Chiết Giang, Quý Châu, Hà Nam, Hồ Nam, Cát Lâm, Liêu Ninh, Giang Tô, Hồ Bắc, Tứ Xuyên, Bắc Kinh, Sơn Đông, An Huy
- Việt Nam: Lào Cai

## Tình trạng bảo tồn
Thủy bồn thảo có khả năng tồn tại và phát triển trong tự nhiên yếu nên khu vực phân bổ đang bị hẹp dần.

## Hình ảnh

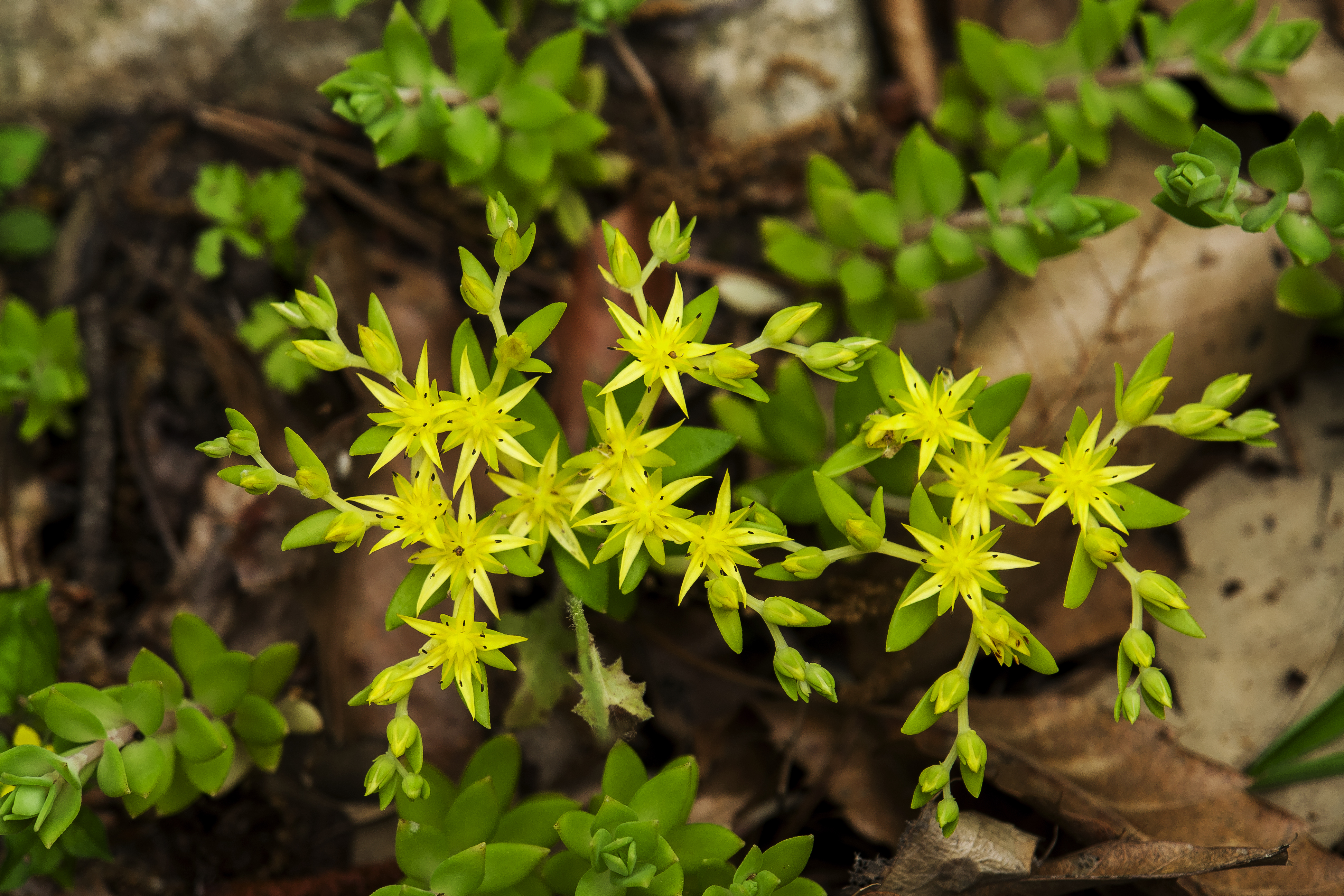
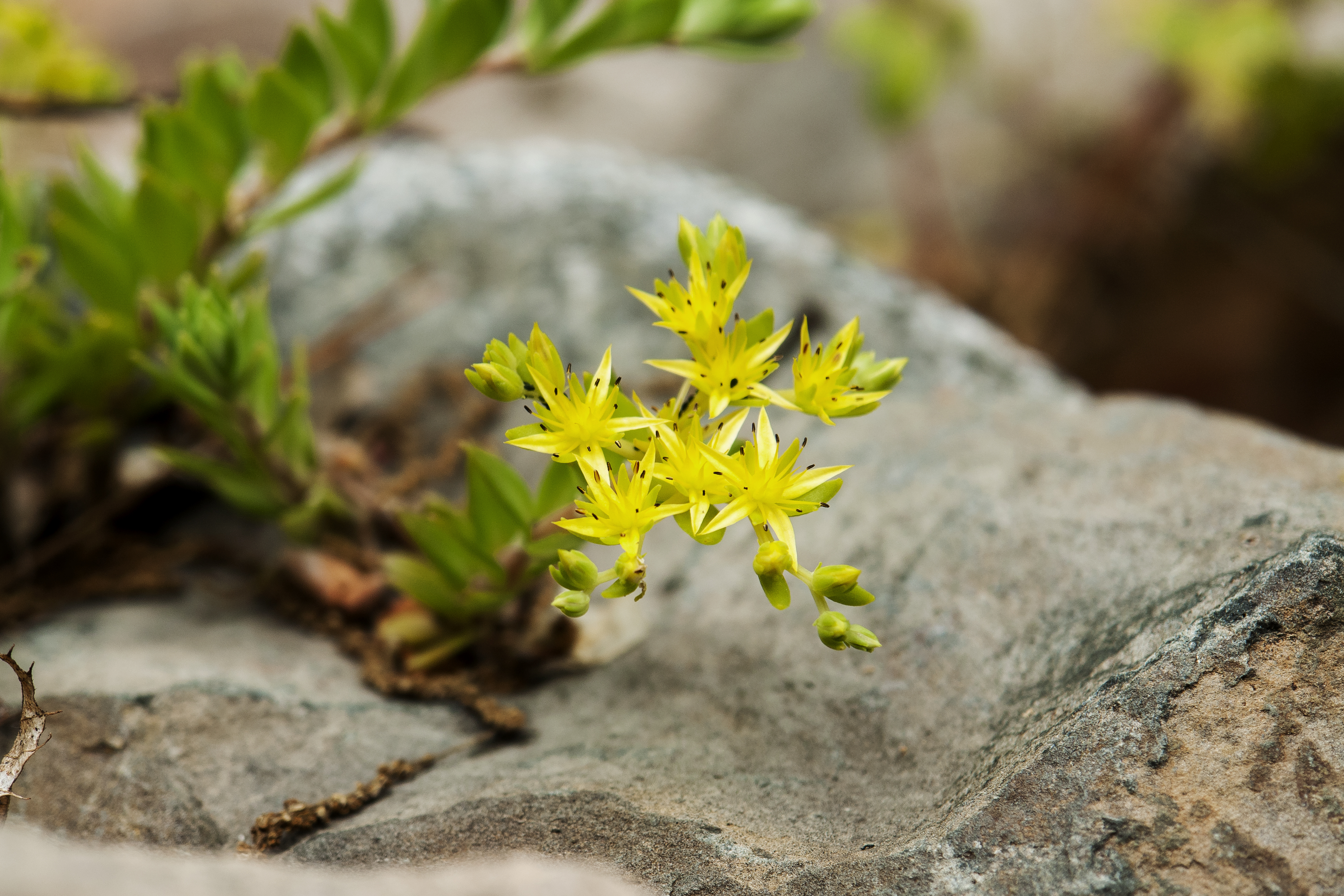
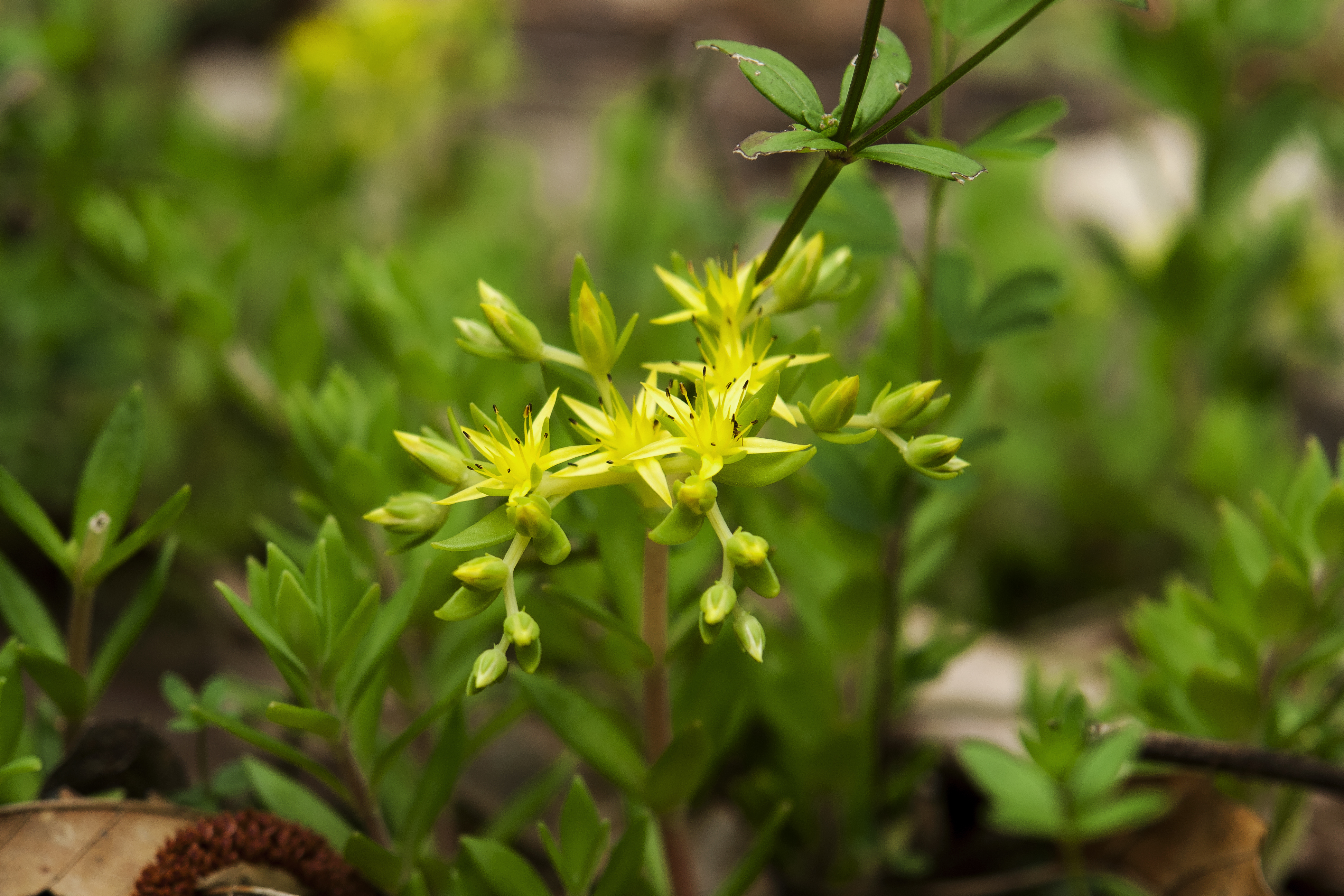
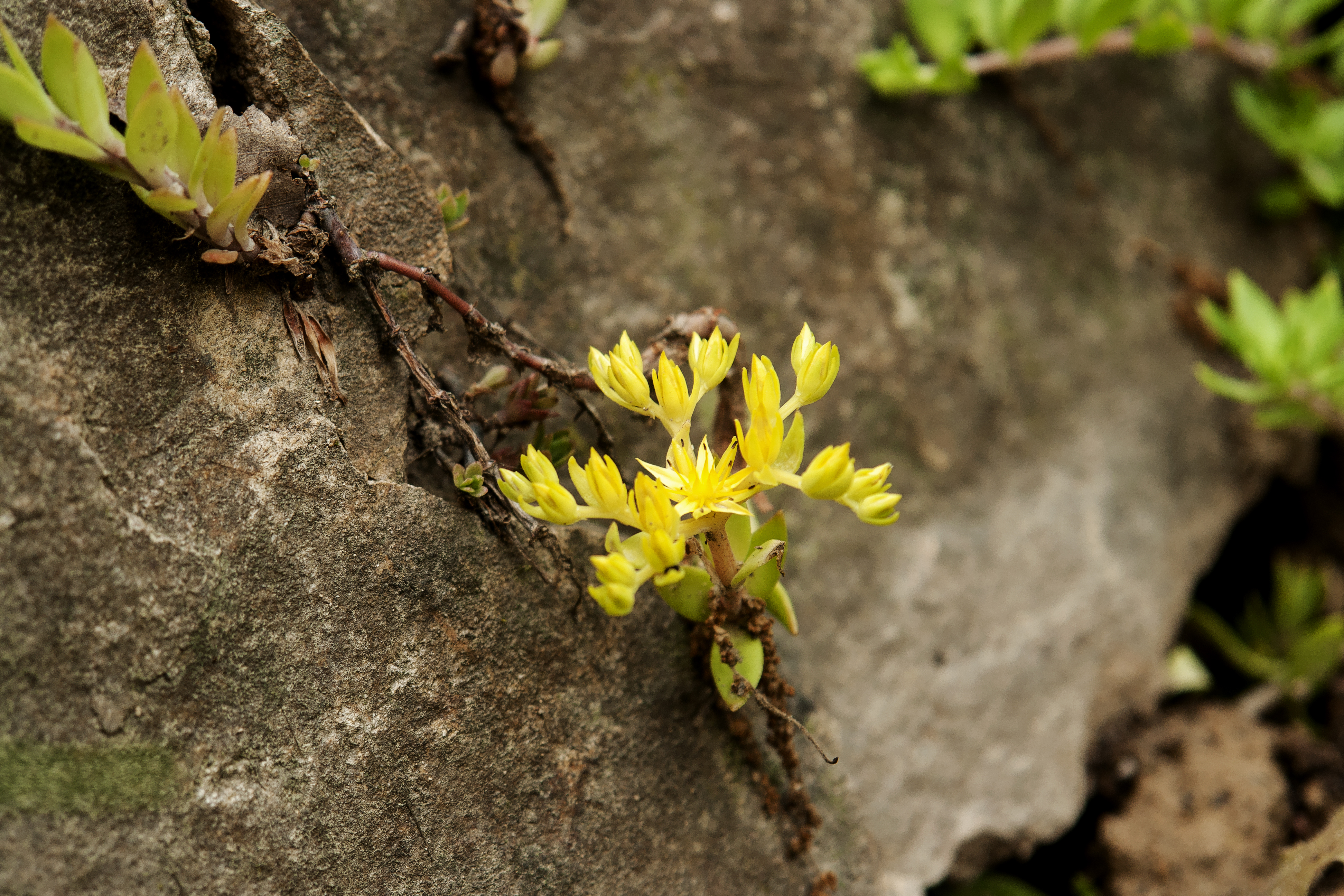